# 誓願寺 (静岡市駿河区)
誓願寺（せいがんじ）は、静岡県静岡市駿河区にある臨済宗妙心寺派の寺院。

## 歴史
建久年間（1190年 - 1199年）、源頼朝の開基である。その後の戦乱で焼失したため、武田信玄によって再建された。
当寺には片桐且元の墓がある。且元は方広寺鐘銘事件の弁明のため、駿府に向かったが、駿府城下に入ることも許されず、手前の鞠子宿の当寺に滞在していたことのある因縁の地である。その墓石には片桐一族の片桐石州の銘があることから、石州によって建てられたものと推測される。

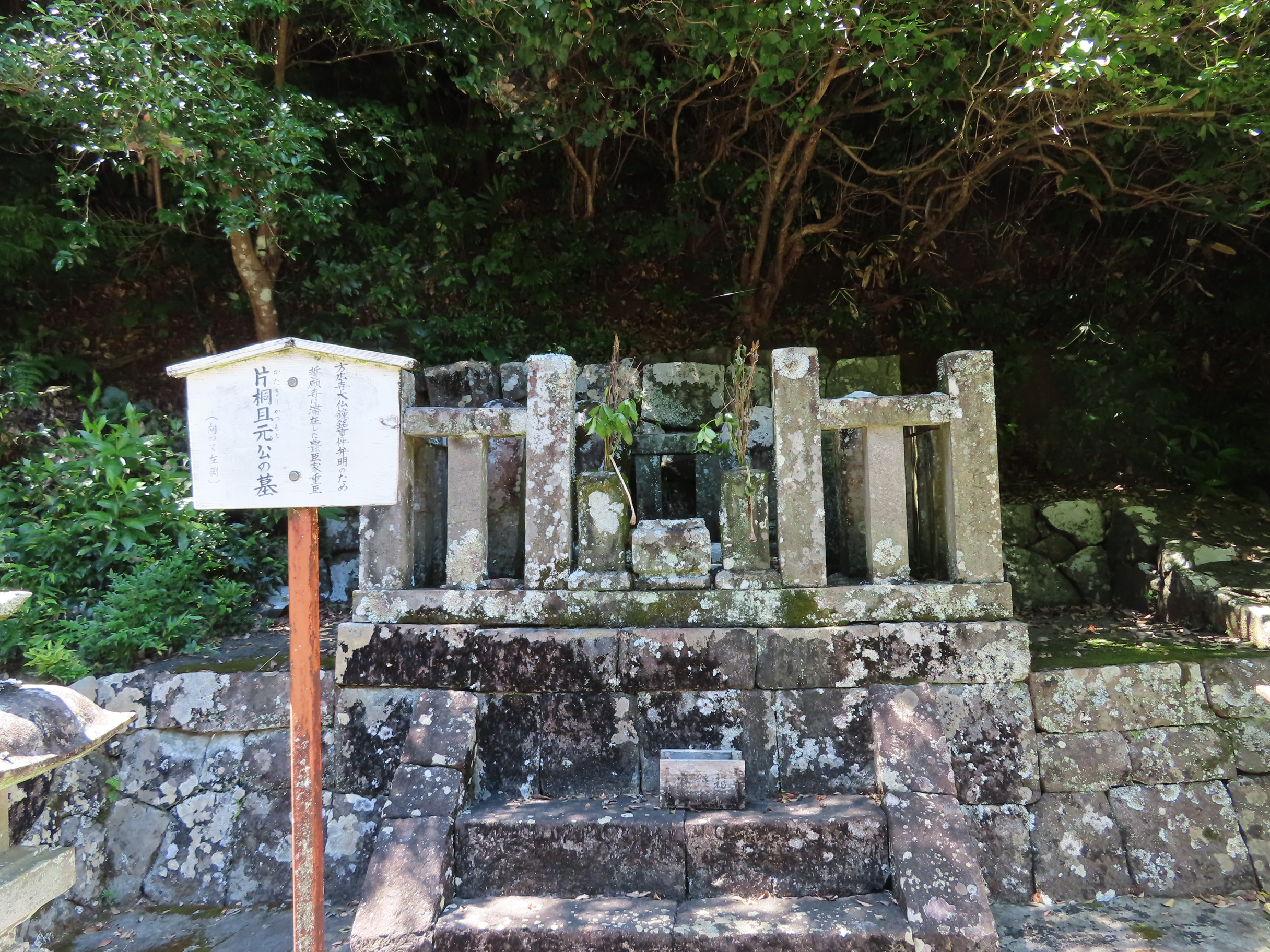
片桐且元の墓

## 文化財
- 駿州用宗城墟眺望（静岡市指定文化財 昭和59年7月17日指定）[3]

## 交通アクセス
- 静岡ICより車15分。